# San Sossio Baronia
San Sossio Baronia est une commune italienne de la province d'Avellino, dans la région Campanie.

## Administration
| Période                                  | Période | Identité | Étiquette | Qualité |
| ---------------------------------------- | ------- | -------- | --------- | ------- |
|                                          |         |          |           |         |
| Les données manquantes sont à compléter. |         |          |           |         |

### Communes limitrophes
Anzano di Puglia, Flumeri, Monteleone di Puglia, San Nicola Baronia, Trevico, Vallesaccarda, Zungoli

## Personnalités
- Octavio Fabiano (1948-2003), collectionneur et vulgarisateur du cinéma argentin d'origine italienne, est né à San Sossio Baronia.